# Coppa del Mondo giovani di slittino 2014
La Coppa del Mondo giovani di slittino 2013/2014 fu la diciassettesima edizione del circuito mondiale dello slittino relativo alla categoria giovani, manifestazione organizzata annualmente dalla FIL; iniziò il 29 novembre 2013 ad Altenberg in Germania e si concluse il 24 gennaio 2014 ad Oberhof in Germania e si svolse in contemporanea alla medesima competizione riservata agli juniores. Si disputarono diciotto gare: sei prove nel singolo donne, sei nel singolo uomini e sei nel doppio in sei differenti località; per stilare la graduatoria finale venne scartato il peggior risultato di coloro che disputarono tutte le tappe.
Le coppe di cristallo, trofeo conferito ai vincitori del circuito, furono assegnate alla tedesca Svenja Oestreicher per quanto concerne il singolo donne, al lettone Kristers Aparjods nel singolo uomini ed alla coppia russa formata da Daniil Lebedev e Evgenij Permjakov nel doppio.

## Calendario
| Tappa  | Località             | Pista                         | Data             | Singolo | Singolo | Doppio |
| Tappa  | Località             | Pista                         | Data             | Donne   | Uomini  | Doppio |
| ------ | -------------------- | ----------------------------- | ---------------- | ------- | ------- | ------ |
| 1      | Altenberg            | Eiskanal Altenberg            | 29 novembre 2013 | ●       | ●       | ●      |
| 2      | Winterberg           | Eisarena Winterberg           | 6 dicembre 2013  | ●       | ●       | ●      |
| 3      | Lillehammer          | Pista olimpica di Lillehammer | 14 dicembre 2013 | ●       | ●       | ●      |
| 4      | Sigulda              | Pista di Sigulda              | 10 gennaio 2014  | ●       | ●       | ●      |
| 5      | Schönau am Königssee | Eisarena Königssee            | 18 gennaio 2014  | ●       | ●       | ●      |
| 6      | Oberhof              | Pista di Oberhof              | 24 gennaio 2014  | ●       | ●       | ●      |
| Totale | Totale               | Totale                        | Totale           | 6       | 6       | 6      |

## Risultati

### Singolo donne
| Data             | Località             | Nazione  | Prima classificata          | Seconda classificata        | Terza classificata         | RU    |
| ---------------- | -------------------- | -------- | --------------------------- | --------------------------- | -------------------------- | ----- |
| 29 novembre 2013 | Altenberg            | Germania | Svenja Oestreicher Germania | Victoria Hufnagel Germania  | Julija Naumova Russia      | [ 4 ] |
| 6 dicembre 2013  | Winterberg           | Germania | Svenja Oestreicher Germania | Natalie Maag Svizzera       | Victoria Hufnagel Germania | [ 5 ] |
| 14 dicembre 2013 | Lillehammer          | Norvegia | Julija Naumova Russia       | Natalie Maag Svizzera       | Olesja Michajlenko Russia  | [ 6 ] |
| 10 gennaio 2014  | Sigulda              | Lettonia | Olesja Michajlenko Russia   | Kendija Aparjode Lettonia   | Julija Naumova Russia      | [ 7 ] |
| 18 gennaio 2014  | Schönau am Königssee | Germania | Victoria Hufnagel Germania  | Svenja Oestreicher Germania | Julia Orlamünder Germania  | [ 8 ] |
| 24 gennaio 2014  | Oberhof              | Germania | Svenja Oestreicher Germania | Julia Orlamünder Germania   | Victoria Hufnagel Germania | [ 9 ] |

### Singolo uomini
| Data             | Località             | Nazione  | Primo classificato         | Secondo classificato       | Terzo classificato         | RU     |
| ---------------- | -------------------- | -------- | -------------------------- | -------------------------- | -------------------------- | ------ |
| 29 novembre 2013 | Altenberg            | Germania | Nico Gleirscher Austria    | Paul-Lukas Heider Germania | Kristers Aparjods Lettonia | [ 10 ] |
| 6 dicembre 2013  | Winterberg           | Germania | Markus Hummer Germania     | Markus Schwab Germania     | Paul-Lukas Heider Germania | [ 11 ] |
| 14 dicembre 2013 | Lillehammer          | Norvegia | Kristers Aparjods Lettonia | Theo Gruber Italia         | Fabian Malleier Italia     | [ 12 ] |
| 10 gennaio 2014  | Sigulda              | Lettonia | Nico Gleirscher Austria    | Kristers Aparjods Lettonia | Fabian Malleier Italia     | [ 13 ] |
| 18 gennaio 2014  | Schönau am Königssee | Germania | Kristers Aparjods Lettonia | Markus Schwab Germania     | Markus Hummer Germania     | [ 14 ] |
| 24 gennaio 2014  | Oberhof              | Germania | Nico Gleirscher Austria    | Riley Stohr Stati Uniti    | Paul-Lukas Heider Germania | [ 15 ] |

### Doppio
| Data             | Località             | Nazione  | Primi classificati                           | Secondi classificati                        | Terzi classificati                         | RU     |
| ---------------- | -------------------- | -------- | -------------------------------------------- | ------------------------------------------- | ------------------------------------------ | ------ |
| 29 novembre 2013 | Altenberg            | Germania | Felix Lasch Maximilian Illmann Germania      | Florian Schmid Fabian Strickner Austria     | Richard Gavlas Michal Lopanič Slovacchia   | [ 16 ] |
| 6 dicembre 2013  | Winterberg           | Germania | Felix Lasch Maximilian Illmann Germania      | Daniil Lebedev Evgenij Permjakov Russia     | Michael Lejsek Filip Vejdělek Rep. Ceca    | [ 17 ] |
| 14 dicembre 2013 | Lillehammer          | Norvegia | Aleksander Melås Morten Milovanovic Norvegia | Richard Gavlas Michal Lopanič Slovacchia    | Andrij Lysec'kyj Myroslav Levkovyč Ucraina | [ 18 ] |
| 10 gennaio 2014  | Sigulda              | Lettonia | Vsevolod Kaškin Konstantin Koršunov Russia   | Daniil Lebedev Evgenij Permjakov Russia     | Kristaps Krauze Valters Knēts Lettonia     | [ 19 ] |
| 18 gennaio 2014  | Schönau am Königssee | Germania | Hannes Orlamünder Paul Gubitz Germania       | Justin Krewson Tristan Jeskanen Stati Uniti | Daniil Lebedev Evgenij Permjakov Russia    | [ 20 ] |
| 24 gennaio 2014  | Oberhof              | Germania | Felix Lasch Maximilian Illmann Germania      | Hannes Orlamünder Paul Gubitz Germania      | Vsevolod Kaškin Konstantin Koršunov Russia | [ 21 ] |

## Classifiche

### Singolo donne
| Pos. | Nome                | Nazione    | Risultati ottenuti | Risultati ottenuti | Risultati ottenuti | Risultati ottenuti | Risultati ottenuti | Risultati ottenuti | Punti totali |
| Pos. | Nome                | Nazione    | ALT                | WIN                | LIL                | SIG                | KÖN                | OBE                | Punti totali |
| ---- | ------------------- | ---------- | ------------------ | ------------------ | ------------------ | ------------------ | ------------------ | ------------------ | ------------ |
| 1    | Svenja Oestreicher  | Germania   | 1                  | 1                  | –                  | –                  | 2                  | 1                  | 385          |
| 2    | Julija Naumova      | Russia     | 3                  | 5                  | 1                  | 3                  | 9                  | 4                  | 355          |
| 3    | Natalie Maag        | Svizzera   | 5                  | 2                  | 2                  | –                  | 4                  | 5                  | 340          |
| 4    | Olesja Michajlenko  | Russia     | 4                  | 4                  | 3                  | 1                  | 13                 | 7                  | 336          |
| 5    | Victoria Hufnagel   | Germania   | 2                  | 3                  | –                  | –                  | 1                  | 3                  | 325          |
| 6    | Kendija Aparjode    | Lettonia   | 6                  | 6                  | 8                  | 2                  | 12                 | 7                  | 273          |
| 7    | Katarína Šimoňáková | Slovacchia | 7                  | 7                  | 4                  | 6                  | 7                  | 10                 | 248          |
| 8    | Tereza Nosková      | Rep. Ceca  | 8                  | 8                  | 5                  | –                  | 10                 | 14                 | 203          |
| 9    | Julia Orlamünder    | Germania   | 19                 | DNF                | –                  | –                  | 3                  | 2                  | 177          |
| 10   | Madeleine Egle      | Austria    | –                  | –                  | –                  | 5                  | 6                  | 6                  | 155          |

### Singolo uomini
| Pos. | Nome              | Nazione  | Risultati ottenuti | Risultati ottenuti | Risultati ottenuti | Risultati ottenuti | Risultati ottenuti | Risultati ottenuti | Punti totali |
| Pos. | Nome              | Nazione  | ALT                | WIN                | LIL                | SIG                | KÖN                | OBE                | Punti totali |
| ---- | ----------------- | -------- | ------------------ | ------------------ | ------------------ | ------------------ | ------------------ | ------------------ | ------------ |
| 1    | Kristers Aparjods | Lettonia | 3                  | 4                  | 1                  | 2                  | 1                  | 7                  | 415          |
| 2    | Nico Gleirscher   | Austria  | 1                  | 13                 | –                  | 1                  | 4                  | 1                  | 390          |
| 3    | Theo Gruber       | Italia   | –                  | 5                  | 2                  | 6                  | 6                  | 4                  | 300          |
| 4    | Markus Hummer     | Germania | 4                  | 1                  | –                  | –                  | 3                  | 5                  | 285          |
| 5    | Paul-Lukas Heider | Germania | 2                  | 3                  | –                  | –                  | 5                  | 3                  | 280          |
| 6    | Markus Schwab     | Germania | 7                  | 2                  | –                  | –                  | 2                  | 6                  | 266          |
| 7    | Florian Schmid    | Austria  | 5                  | 6                  | 5                  | 14                 | 7                  | 8                  | 248          |
| 8    | Fabian Malleier   | Italia   | 9                  | –                  | 3                  | 3                  | 11                 | 11                 | 247          |
| 9    | Dmitrij Chalilov  | Russia   | 6                  | 14                 | 10                 | 11                 | 22                 | 15                 | 174          |
| 10   | Evgenij Petrov    | Russia   | 10                 | DNF                | 9                  | 9                  | 37                 | 17                 | 142          |
| 10   | Markus Schmid     | Germania | 16                 | 9                  | –                  | –                  | 8                  | 10                 | 142          |
| 10   | Fabian Strickner  | Austria  | DNF                | 8                  | –                  | 10                 | 12                 | 12                 | 142          |

### Doppio
| Pos. | Nome                                | Nazione     | Risultati ottenuti | Risultati ottenuti | Risultati ottenuti | Risultati ottenuti | Risultati ottenuti | Risultati ottenuti | Punti totali |
| Pos. | Nome                                | Nazione     | ALT                | WIN                | LIL                | SIG                | KÖN                | OBE                | Punti totali |
| ---- | ----------------------------------- | ----------- | ------------------ | ------------------ | ------------------ | ------------------ | ------------------ | ------------------ | ------------ |
| 1    | Daniil Lebedev Evgenij Permjakov    | Russia      | 6                  | 2                  | –                  | 2                  | 3                  | 6                  | 340          |
| 2    | Andrij Lysec'kyj Myroslav Levkovyč  | Ucraina     | 4                  | 4                  | 3                  | 5                  | 6                  | 4                  | 305          |
| 3    | Felix Lasch Maximilian Illmann      | Germania    | 1                  | 1                  | –                  | –                  | –                  | 1                  | 300          |
| 4    | Vsevolod Kaškin Konstantin Koršunov | Russia      | –                  | –                  | –                  | 1                  | 4                  | 3                  | 230          |
| 5    | Michael Lejsek Filip Vejdělek       | Rep. Ceca   | DSQ                | 3                  | –                  | 8                  | 5                  | 7                  | 213          |
| 6    | Richard Gavlas Michal Lopanič       | Slovacchia  | 3                  | DNF                | 2                  | –                  | DNF                | 5                  | 210          |
| 7    | Hannes Orlamünder Paul Gubitz       | Germania    | –                  | –                  | –                  | –                  | 1                  | 2                  | 185          |
| 8    | Aleksander Melås Morten Milovanovic | Norvegia    | –                  | –                  | 1                  | –                  | –                  | –                  | 100          |
| 9    | Justin Krewson Tristan Jeskanen     | Stati Uniti | –                  | –                  | –                  | –                  | 2                  | –                  | 85           |
| 9    | Florian Schmid Fabian Strickner     | Austria     | 2                  | –                  | –                  | DNF                | –                  | –                  | 85           |